# جبل سينغيانغ

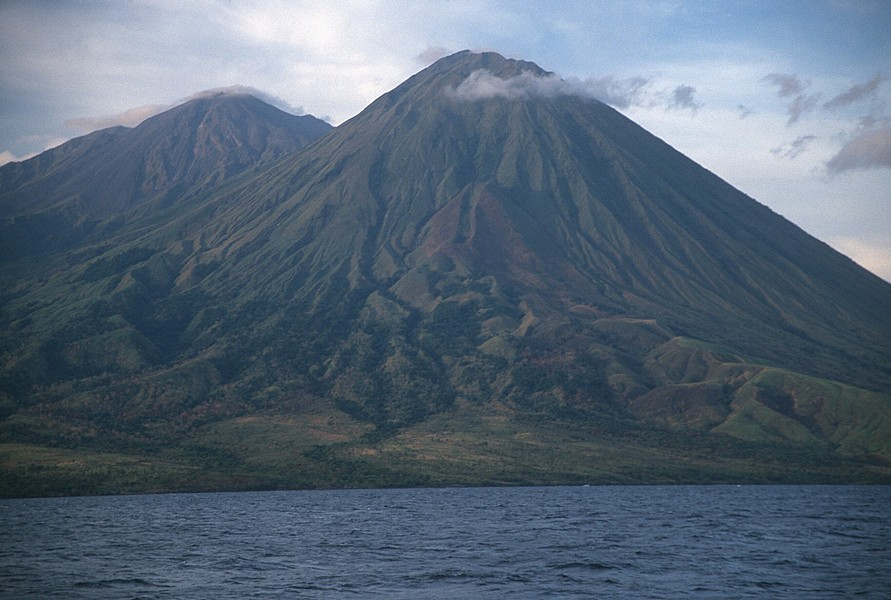
جبل سينغيانغ عام 2000

جبل سينغيانغ أو قمة سينغيانغ أو جزيرة سينغيانغ هي جزيرة مكونة من بركان معقد نشط في إندونيسيا. وهي تتألف من اثنين من المخاريط البركانية، قمة دوروترتفع 1949 متر (6394 قدم) ودورو مونتوي 1795 متر (5889 قدم). هي واحدة من انشط البراكين في جزر سوندا الصغرى. ثار البركان عام 1988 وقد تم إجلاء سكان الجزيرة. وقد سجلت 17 حالة ثوران للبركان منذ عام 1512 حتى 1989.
جزيرة سينغيانغ جزء من جزر سوندا الصغرى. وتقع إلى الشمال الشرقي من جزيرة سومباوا في بحر فلوريس، وتبعد 13 كيلو مترا ومساحتها 153 كم².